# Kadıköy
Kadıköy Kommune er en kommune i Istanbul i Tyrkiet.
- Wikimedia Commons har flere filer relateret til Kadıköy

40°59′13″N 29°02′12″Ø / 40.9869°N 29.0367°Ø